# 三國志II
《三國志II》是1989年光榮公司所製作的歷史模擬遊戲，屬於三國志系列遊戲中的第二作。本作仍舊延續前作，參照中國文學名著《三國演義》為基礎來設計遊戲內容，並加入了若干的新遊戲元素。遊戲的背景音樂由向谷實作曲。
本作延續前作，仍採用《三國演義》的小說內容來設定人物，玩家擔當的角色是君主，透過内政、軍事、外交、計略等指令指揮屬下武將，最終目標是統一分割為41國的中國全土。遊戲依照對應的機種型號不同，可同時控制4、8、12名君主，然而，仍有部分君主作為非玩家角色，於劇本初期設定時不能選擇。
1991年2月，臺灣第三波（現已不存）與光荣簽約，拿下了該公司在臺灣的代理發行權，並於同年10月發行本作的英文版，該版在臺灣發行時特別內建英翻中字典，玩家可即時查找對應的中文字詞；1992年12月20日，正式發行官方PC中文版，定價為新台幣1200元。

## 與前作的不同點
- 本作採取較為寬鬆的設定，前作於戰略面時，一國只能同時只能執行一次指令；在本作中，隨著領土的增加，玩家除了可以以君主身分下令之外，也可透過擔任太守的屬下武將下令。
- 當他國外交使者攜帶密信於大地圖上走動時，玩家可以選擇捕捉使者以奪下密信。
- 新增加了『信用度』，是影響錄用人才，外交談判，屬下忠誠度的參數。
- 合戰指令除了延續前作的通常攻撃、一齊攻擊、突撃、火計並加入了更細微的設定外，更新增了單挑、寝返り工作（一種收買敵方的指令）、伏兵（日语：伏兵）、共同軍援軍、控制區（英语：Zone of control）（ZOC）概念等。
- 本作中開始可以使用「新君主」來統一中國。
- 新增了東漢滅亡後的劇本，同時三國時代後期的的武將如鄧艾、鍾會等人也首次登場，使武將數達到352人。
- 降低了國家的數目，由58降至41。
- 新增了特殊武將，如華佗、許子将、司馬徽、貂蝉等。

## mask data
本作中開始出現了武將性格參數，並沿用至其後的作品。
- 義理：是否容易叛變的參數，義理越高的武將越不容易叛變，如關羽。
- 人徳：即個人魅力，人德越高的武將被捕捉到時越容易被釋放。
- 野望：即野心。野望越高的的武將越容易引發單挑、野望高而義理低的武將容易中計自行舉兵獨立。
- 相性：即各武將的相合度。本作中，曹操設定0，劉備為50，孫家為100，武將越靠近設定數字者，與該君主的相合度越高。換言之，與曹操相合度最好的武將，與孫家的相合度就最差，而玩家選擇劉備為君主時，於錄用人才有優勢。若玩家選擇新君主時，其相性是由玩家選擇的生日決定的：誕生月數字乘誕生日數字，最大100。所以玩家若選擇2月25日或5月10日與10月15日，相性值均為50，與劉備相同。[4]
- 壽命：各武將的壽命，著名武將在壽命將盡時，有機率發生「凶兆」事件對玩家暗示，但在PC版的假想模式（仮想モード）中，該設定無效[5]，所有武將壽命都以60歲做標準。[6]

## 戰利品
本作中有以下戰利品可以獲得，提升的能力值從5到18不等，但本作中武將能力的最大值為100。
1. 書籍：如《孫子兵法》、《孟德新書》、《太平要術》等，可提升智力。
2. 寶劍：如七星寶刀（遊戲中作「七星之劍」）、青龍偃月刀（遊戲中作「青龍之劍」）、青釭劍、倚天劍等，可提升武力。
3. 美女：如芙蓉姬[7]、大喬、小喬、鄒氏、弓腰姬等，可提升魅力。另外在重製版有首飾類的勾玉、金製冠飾、金製耳飾，可增加3點魅力。
4. 名馬（英语：List of historical horses）：如赤兎馬、的盧、爪黃飛電等，戰場退卻絕對成功，外交使者時不會被捕。
5. 玉璽：君主的信用度與魅力立刻提升至100（最大值）。
6. 華佗的医學書：即《青囊書》，生病的武將一個月治好（本作一回合為一個月）。

## 貂蟬事件
本作中，當玩家滿足特定條件時，會觸發三國演義中貂蟬的「連環計」隱藏事件與選項，玩家可以在選項中選擇「貂蟬」指令，會出現貂蟬陪睡侍寢的裸露上半身圖片；但玩家選擇貂蟬陪睡之後，最終貂蟬將會自殺，而玩家所屬的全部武將忠誠度將下降30；而本事件中的王允僅以文字帶過，且並非所有機種的移植作品都能觸發。

## 重製版

### 三國志Game Boy Color版2
1999年7月30日發售，基本上與本作大致相同，以下為相異點：
- 刪除了新君主、地圖、流浪、軍師建言等指令，特殊武將華佗未登場。
- 人物頭像採用三國志V的圖片，除了著名武將外，部分武將的頭像是重複的。
- 戰利品的書籍部份更改。如《六韜》、《論語》、《書經》、《易經》、《春秋》等。
- 一些事件被刪除，如上述的貂蟬事件。
- 取消了長期戰功能，所有戰爭必須在一個月之內結束。
- 揚州、荊州地區錯配了三國志II蜀漢的背景音樂，益州地區卻配上三國志II東吳的背景音樂。

### 三國志II forWonderSwan
2000年4月6日發售，與本作有以下不同處：
- 新增了武將列傳。
- 人物頭像採用三國志V的圖片。
- 可選擇武將列傳模式。
- 新君主、治療、流浪、軍師建言等指令被刪除。

### Mobile三國志2
是本作於行動電話上的付費APP，剛開始玩家只有劇本1「董卓的横暴」可以選擇，但隨著付費月數與金額的增長，玩家可使用的遊戲功能會增加，以下是相異處：
- 沒有新君主指令。
- 戰利品「姬」的功能取消。
- 由於發售同時，三國志X也同時問世，所以採用了X的頭像。
- 取消了長期戰。
- 沒有貂蟬事件。

以下是本版的劇本標題：
1. 董卓の横暴（董卓的横暴）
2. 群雄割拠（群雄割據）
3. 劉備の雌伏（劉備的雌伏）
4. 臥竜と鳳雛（臥龍鳳雛）
5. 荊州争奪戦
6. 三國鼎立

### 三國志2（iPhone/iPod touch版）
2010年12月22日發售，人物頭像採用三國志VII的圖片，並針對觸控螢幕做了內容上的最佳化修改。本版有三種模式可以選擇武將壽命：（史実、長寿、假想），增加了劉備與諸葛亮以對話形式進行的互動式新手教學、武將列傳與寶物庫（戰利品一覽）等。
以下是相異處：
- 可以選擇全部君主遊玩，如原作中不能選擇的孔融、王朗。
- 追加女性武將，如貂蝉、大喬、小喬、祝融等。
- 「七星之劍」改名為「七星寶劍」、「青龍之剣」改為「斬蛇之剣」、「華佗醫學書」改為「青囊書」、首飾部分變更了金耳墜、珍珠等。
- 戰利品增加的數值由隨機給予改為固定。
- 刪除了武裝度與訓練度，改以士氣替代。
- 指令中的「治水」、「地圖」「流浪」、「治療」、「軍師建言」等指令刪除，取消了派遣一名武將獲取他國情報的功能。
- 取消了華佗、許子將(許邵)、司馬徽以旅行者身分登場。
- 無法進行長期戰。

本版的劇本有：
1. 董卓の横暴（董卓的横暴） 189年
2. 諸葛亮登場 208年
3. 三國の鼎立（三國之鼎立）220年

## 音樂商品
- 三國志II H29E-20009:1989-12-21發售，作、編曲：向谷實[8]
- 光栄オリジナルBGM集Vol.3 三國志II/維新の嵐 KECH-1001:PC-8801版的音樂，內附樂譜。[9]
- 光栄オリジナルBGM集Vol.5 スーパー信長の野望・武将風雲録/スーパー三國志II KECH-1023[10]